# Il patto del silenzio - Playground
Il patto del silenzio - Playground (Un monde) è un film belga del 2021 scritto e diretto da Laura Wandel.
La pellicola, presentata in anteprima al Festival di Cannes 2021 nella sezione Un Certain Regard, ha ricevuto dieci candidature ai premi Magritte 2022, tra cui miglior film e miglior regia per Wandel.  Il film è stato inoltre selezionato come proposta belga per l'Oscar al miglior film straniero del 2022.

## Trama
Due bambini, Abel e la sua sorellina Nora, vanno in una nuova scuola. Abel diventa rapidamente vittima di bullismo da parte di un piccolo gruppo di bambini ed esorta Nora, che assiste all'accaduto, a non dire nulla agli adulti.
Dopo qualche tempo, visto che le violenze continuano, Nora lo dice al padre; i bulli vengono richiamati, ma Abel viene isolato. Nora nel frattempo si fa degli amici, i quali però prendono in giro Abel per la sua passività; questo porta Nora a entrare in conflitto, essendo allo stesso tempo addolorata e delusa dalla situazione. La bambina diventa disgustata dalla crudeltà dei compagni, sviluppando aggressività nei confronti di chi la circonda.
Per riscattarsi agli occhi degli altri, Abel cerca di comportarsi da "duro" partecipando a sua volta alle vessazioni di un altro bambino. Nora capisce che il suo comportamento ha portato il fratello ad agire in tal modo e si riavvicina a lui.

## Distribuzione
In Italia il film è stato distribuito giovedì 2 marzo 2023 da Wanted Cinema, e successivamente reso disponibile su RaiPlay.

## Riconoscimenti
- 2021 – Festival di Cannes[5]
  - Premio Fipresci a Laura Wandel
  - Candidatura per la Caméra d'or a Laura Wandel
- 2021 – Sindacato belga della critica cinematografica[6]
  - Miglior film a Laura Wandel
- 2021 – European Film Awards[7]
  - Candidatura come miglior rivelazione a Laura Wandel
- 2022 – Premio Magritte[8]
  - Migliore opera prima
  - Miglior regista a Laura Wandel
  - Migliore attrice non protagonista a Laura Verlinden
  - Migliore promessa maschile a Günter Duret
  - Migliore promessa femminile a Maya Vanderbeque
  - Miglior sonoro a Mathieu Cox, Corinne Dubien, Thomas Grimm-Landsberg, David Vranken
  - Miglior montaggio a Nicolas Rumpl
  - Candidatura come miglior film
  - Candidatura come miglior sceneggiatura a Laura Wandel
  - Candidatura come migliore fotografia a Frédéric Noirhomme